# Giải BAFTA lần thứ 16
Giải BAFTA lần thứ 16, được trao bởi Viện Hàn lâm Nghệ thuật Điện ảnh và Truyền hình Anh Quốc năm 1963 để tôn vinh những bộ phim xuất sắc nhất năm 1962.

## Chiến thắng và đề cử

### Phim hay nhất
Lawrence xứ Ả Rập 
- Billy Budd
- A Kind of Loving
- Lola
- The L-Shaped Room
- The Miracle Worker
- The Manchurian Candidate
- Only Two Can Play
- Phaedra
- Câu chuyện phía Tây
- Une aussi longue absence
- Tu ne tueras point
- Through a Glass Darkly
- Jules và Jim
- Hadaka no shima
- Người đàn bà và con chó nhỏ
- The Elusive Corporal
- Last Year at Marienbad

### Phim Anh hay nhất
Lawrence xứ Ả Rập 
- Billy Budd
- A Kind of Loving
- The L-Shaped Room
- Only Two Can Play

### Nam diễn viên nước ngoài xuất sắc nhất
Burt Lancaster trong Birdman of Alcatraz 
- Anthony Quinn trong Lawrence xứ Ả Rập
- Kirk Douglas trong Lonely Are the Brave
- Robert Ryan trong Billy Budd
- Charles Laughton trong Advise and Consent
- Franco Citti trong Accattone
- George Hamilton trong Light in the Piazza
- Jean-Paul Belmondo trong Léon Morin, prêtre
- Georges Wilson trong Une aussi longue absence

### Nam diễn viên Anh xuất sắc nhất
Peter O'Toole trong Lawrence xứ Ả Rập 
- Richard Attenborough trong The Dock Brief
- Alan Bates trong A Kind of Loving
- James Mason trong Lolita
- Peter Sellers trong Only Two Can Play
- Laurence Olivier trong Term of Trial

### Nữ diễn viên Anh xuất sắc nhất
Leslie Caron trong The L-Shaped Room 
- Janet Munro trong Life for Ruth
- Virginia Maskell trong The Wild and the Willing

### Nữ diễn viên nước ngoài xuất sắc nhất
Anne Bancroft trong The Miracle Worker 
- Jeanne Moreau trong Jules và Jim
- Anouk Aimée trong Lola
- Melina Mercouri trong Phaedra
- Natalie Wood trong Splendor in the Grass
- Geraldine Page trong Sweet Bird of Youth
- Harriet Anderson trong Through a Glass Darkly

### Kịch bản Anh hay nhất
Lawrence xứ Ả Rập - Robert Bolt 